# Janela basculante

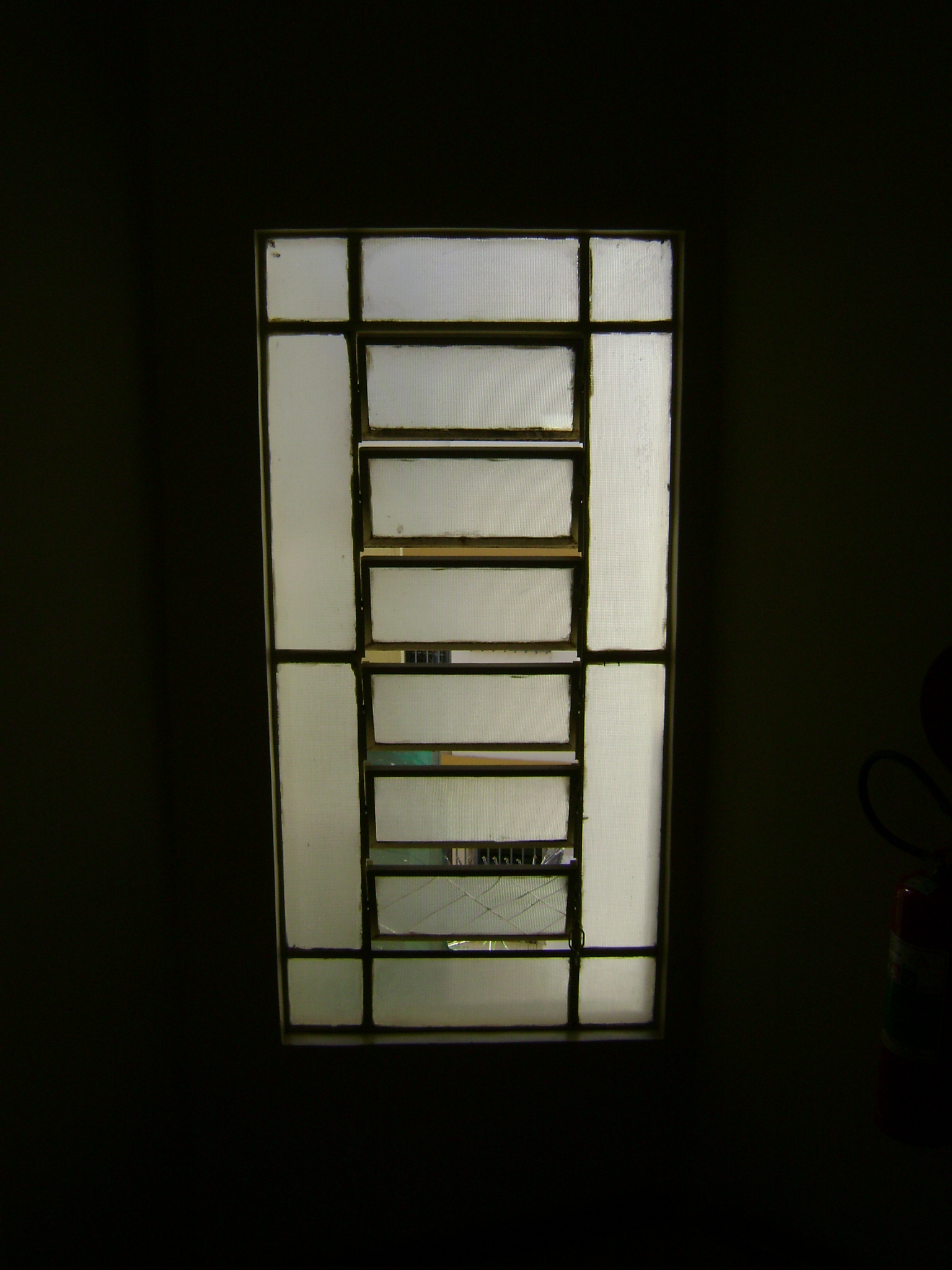
Janela basculante.

Janela basculante é aquela que funciona através de um básculo, uma alavanca posicionada em sua lateral.
É usada quando está posicionada em lugares altos ou com acesso dificultado.
Diferencia-se das janelas projetantes e pivotantes (de eixo horizontal), que, embora possuam folha(s) que gire(m) em torno de um eixo horizontal, não dispõe de básculo.